# Museo del costume di Madrid
Il Museo del costume (in spagnolo Museo del Traje. Centro de Investigación del Patrimonio Etnológico) è un museo nazionale spagnolo dedicato alle storia della moda e del costume che ha sede presso la Città universitaria di Madrid.

## Storia
La storia del museo inizia il 18 aprile 1925 con la Mostra Regionale del Costume durante il cui discorso di apertura, il Conte di Romanones sollevò l'idea di trasformare la mostra in un museo permanente. Una volta chiusa la mostra venne creato un Consiglio di Amministrazione del Museo del Costume Regionale e Storico che si fece carico dei fondi e creò il museo.
Nel 1928 la sede del museo venne trasferita nel vecchio Ospizio, in via Fuencarral, condividendo lo spazio con il Museo Municipale, e nel 1930 fu spostata nel Palazzo del Marchese di Grimaldi, in Piazza della Marina Spagnola, ma nel 1934 le sue collezioni entrarono a far parte della collezione del Museo del Pueblo Español.
Nel 1962 è stato dichiarato Bien de Interés Cultural. Nell'autunno del 1971 la sede venne spostata nell'attuale sede del Senato spagnolo per poi essere trasferito temporaneamente, tra il 1973 e il 1987, nella vecchia Facoltà di Medicina di San Carlos, in via Atocha. Dal 1987 la sede del museo è ospitata nell'l'ex Museo Spagnolo di Arte Contemporanea.
Nel 1993 il Museo del Pueblo Español e il Museo Nazionale di Etnologia sono stati riuniti in un'unica istituzione: il Museo Nazionale di Antropologia. Tuttavia, entrambe le istituzioni hanno continuato a operare in modo indipendente, senza mettere in comune le capacità e le scarse risorse, e le collezioni spagnole hanno continuato a non essere esposte al pubblico nonostante i numerosi progetti proposti.
Alla fine si è deciso di promuovere la presenza pubblica di quelle antiche collezioni di costumi, in chiave moderna, e nel 2004 è stato creato il Museo del Costume. Nel 2004, a quasi ottant'anni dalla creazione del Museo Regionale e Storico del Costume, il Museo del Costume viene ricreato, per l'innegabile ricchezza di questa parte delle collezioni. Raccogliendo le numerose collezioni ereditate dalla crescita naturale del Museo del Popolo Spagnolo, il Museo aggiunge un sottotitolo al suo nome: Centro di Ricerca sul Patrimonio Etnologico, che si riferisce al rispetto del patrimonio etnografico e al suo desiderio di continuità e integrazione delle collezioni.

## Architettura
L'edificio che ospita le collezioni del Museo è stato costruito tra il 1971 e il 1973 e inaugurato nel 1975 come Museo Spagnolo di Arte Contemporanea. Gli architetti, Jaime López de Asiain e Ángel Díaz Domínguez, seguirono le specifiche del Congresso di Architettura Museale del 1968 nel loro design, e il progetto vinse il Premio Nazionale di Architettura nel 1969. Concepito fin dall'inizio come un museo, l'edificio si adatta perfettamente alla funzione con le sue sale polifunzionali, la facilità delle sue circolazioni, la pulizia e flessibilità del suo design.
Nel 2004 sono stati rinnovati alcuni servizi e strutture ed è stata restaurata la struttura originaria del piano terra, aperta verso l'esterno, ricreando il rapporto con i giardini circostanti. Nel 2020 è iniziato un importante intervento architettonico, che ha coinciso con l'inizio della situazione di emergenza sanitaria. Nell'ottobre 2021 sono state riaperte le sale del Museo.

## Collezione
La collezione iniziale del Museo del Popolo Spagnolo era costituita dalle collezioni dell'iniziale Museo del Costume, quelle del Seminario di Etnografia e Arti Popolari della Scuola Superiore di Insegnamento, a cui si aggiunsero un'ampia serie di oggetti domestici e strumenti di lavoro acquisiti tra il 1934 e il 1936.
Oltre agli abiti e ai costumi sono inoltre presenti: strumenti musicali, strumenti per la filatura e la tessitura, apicoltura, mobili, arte pastorale e giochi tradizionali. Il museo offre mostre virtuali su:
- un'ampia e variegata collezione di manifesti pubblicitari, dal 1822 ad oggi, che comprende opere dei più importanti cartellonisti e stampatori litografici spagnoli; Tra questi, i manifesti dedicati al cibo occupano un posto significativo;
- l'archivio grafico del couturier spagnolo Pedro Rodríguez (Valencia, 1895-Barcellona, 1990), in una mostra che ha come obiettivo principale quello di mostrare il lavoro di questo maestro dell'Alta Moda spagnola dal 1940, quando aprì i suoi saloni a Madrid, fino al 1976, quando l'azienda chiuse i battenti nelle sue tre sedi: Barcellona, San Sebastian e Madrid;
- la complessità del rapporto tra le persone e gli altri animali attraverso la collezione etnologica del museo.

Nella sua esposizione permanente, rinnovata da ottobre 2021, è presente una collezione di abiti che segna l'evoluzione della moda dal XVIII secolo ai giorni nostri. Il Museo dispone di un'area monografica dedicata a Mariano Fortuny e di un'area didattica e multisensoriale, dove vengono approfonditi aspetti come l'evoluzione della silhouette e le trasformazioni storiche dei capi. Questo spazio, adattato per i non vedenti, mostra l'intenso impegno del Museo per l'accessibilità e l'inclusione sociale.
Tutti i pezzi sono raggruppati intorno a cinque sezioni che intitolate:
- Evoluzione: raccoglie pezzi che rappresentano i cambiamenti avvenuti nel tempo;
- Feste rituali: raccoglie pezzi correlati alle feste che seguono il calendario agricolo o il giorno del santo cattolico e antiche rappresentazioni medievali;
- Icone del commercio: raccolta di pezzi associati alle varie professioni;
- Sopravvivenze e identità: raccolta di costumi tradizionali, dal Medioevo all'Art Déco;
- Esaltazione della ricchezza: raccolta di pezzi associati a riti di passaggio e al ciclo della vita, tra cui i galanos.

Il museo ha l'obiettivo di mettere in evidenza il collegamento tra la moda, il cambiamento sociale, l'estetica e l'identità nel corso dei secoli. L'arco cronologico coperto dalla mostra copre un ciclo che è quello dello sviluppo tecnico, scientifico, industriale, commerciale e urbanistico, il cui inizio coincide in Spagna con il cambio di dinastia nel XVIII secolo. Uno degli obiettivi della mostra non è solo quello di rendere visibile l'intensa azione della moda sulle donne, ma anche di analizzare gli usi della moda maschile, al fine di rivedere il vero ruolo della moda nel cambiamento sociale.
All'interno del museo si tengono anche mostre temporanee organizzate dal Ministero dei Beni e delle Attività Culturali e dello Sport o da istituzioni esterne.

## Biblioteca
La biblioteca ospita una raccolta bibliografica e documentaria sui contenuti delle sue collezioni, e dispone di un'ampia selezione di fondi sulla storia del costume e della moda, della tecnica e della produzione tessile. Possiede anche un'importante collezione bibliografica sull'antropologia, il patrimonio culturale, l'etnologia spagnola e la museologia.